# Schwarze Erdeule
Die Schwarze Erdeule (Euxoa nigricans), auch Violettschwarze Erdeule, Gersteneule oder Schwarzeule genannt, ist ein Schmetterling (Nachtfalter) aus der Familie der Eulenfalter (Noctuidae).

## Merkmale
Die Falter erreichen eine Flügelspannweite von 30 bis 40 Millimetern. Kopf, Thorax, Abdomen und die Vorderflügel besitzen eine rotbraune, dunkel rotbraune, braunschwarze oder nahezu schwarze Grundfarbe. Ringmakel und Nierenmakel, manchmal auch die Zapfenmakel, sind dünn schwarz umrandet, die Nierenmakel ist häufig etwas heller als die Grundfarbe, manchmal gelblich ausgefüllt oder schmal weißlichgelb umrandet. Die innere und äußere Querlinie sind meist verloschen, die Wellenlinie ist in gelblichweiße Punkte aufgelöst oder fehlt. Die Hinterflügel sind hellbraun, zum Saum hin dunkler und zur Basis hin weißlich. Bei den Weibchen sind sie dunkler als bei den Männchen. Die Fühler der Männchen sind kurz gezähnt, die der Weibchen sind fadenförmig.
Die leicht abgeplatteten, ansonsten annähernd runden Eier messen 0,7 bis 0,75 mm im Durchmesser und 0,5 mm in der Höhe. Sie sind hell gelb gefärbt und durchscheinend. Die Oberfläche weist schwache, gewellte Längsrippen und etwas schwächere Querrippen auf, die ein schwaches Muster aus abgeflachten, etwas unregelmäßigen Hexagonen bilden.
Die Raupe ist graugrün gefärbt. Sie weist auf dem Rücken eine hellere, grünliche Mittellinie auf sowie mit weißlichen Borsten besetzte Punktwarzen. Der Kopf und der Halsschild sind braun.
Die Puppe ist glänzend braun. Der Kremaster weist zwei Dornen auf.

### Ähnliche Arten
Zahlreiche Arten aus der Unterfamilie Noctuinae weisen die gleiche dunkle Grundfarbe auf wie Euxoa nigricans. In der Regel können sie nur von Fachleuten unterschieden werden. In Europa bieten vor allem folgende Arten häufig Anlass zu Verwechslungen: Euxoa adumbrata (in Skandinavien und Nordrussland) sowie dunkle Formen von Euxoa ochrogaster islandica, Euxoa tritici, Euxoa nigrofusca, Euxoa eruta, und – je nach Kompetenz des Beobachters – auch dunkle Formen von Euxoa cursoria, Euxoa christophi, Agrotis segetum, Actebia fennica, Protexarnis squalida, Spaelotis ravida, Spaelotis senna, Spaelotis suecica und anderen.

## Geographische Verbreitung und Lebensraum
Euxoa nigricans bewohnt vor allem die klimatisch gemäßigten Regionen Europas und Asiens sowie die Gebirge Nordafrikas. Sie fehlt in den Polargebieten, auf Island und einigen Mittelmeerinseln (Balearen, Malta, griechische Inseln, Kreta, Zypern) sowie in Makaronesien (Azoren, Madeira, Kanaren).
Die Art besiedelt Offenlandhabitate und bevorzugt dabei Stellen mit geringer Bodendeckung und lückigem Bewuchs wie Trockenhänge, Magerrasen, Weideflächen, Abbruchkanten, Böschungen. Sie kommt auch im Kulturland (Gärten, Ortschaften, Agrarsteppen, Ruderalflächen, Weinberge) vor.

## Lebensweise
Die Schwarze Erdeule bildet eine Generation pro Jahr, deren Falter von Ende Juni bis Ende September, mit einem Häufigkeitsmaximum im August fliegen. Sie sind dämmerungs- und nachtaktiv, besuchen zur Nektaraufnahme nachtblühende Pflanzen und werden durch künstliche Lichtquellen angelockt. Die Eier werden in einlagigen linealischen Bändern abgelegt, wo sie dicht aneinander liegen. Die Raupen überwintern im Ei und verpuppen sich im Frühsommer. Sie leben am und im Erdboden und ernähren sich von Wurzeln und Blättern verschiedener Pflanzen der Krautschicht, darunter auch Kultur- und Gartenpflanzen. Dabei können sie auch Schäden anrichten.